# Mancha Blanca
Mancha Blanca is een plaats in de gemeente Tinajo op het Spaanse eiland Lanzarote. Het dorp telt 752 inwoners (2007). Het ligt 3 km ten zuiden van het dorp Tinajo.
Toeristische trekpleister is het witte kerkje Nuestra Señora de Los Dolores (Onze-Lieve-Vrouw van Smarten, patroonheilige van het eiland). Verder bevindt het nationaal park Timanfaya zich enkele kilometers ten zuiden van de plaats.

## Verkeer en vervoer
Het dorp is bereikbaar over de LZ-67, de LZ-46 en de  LZ-56.

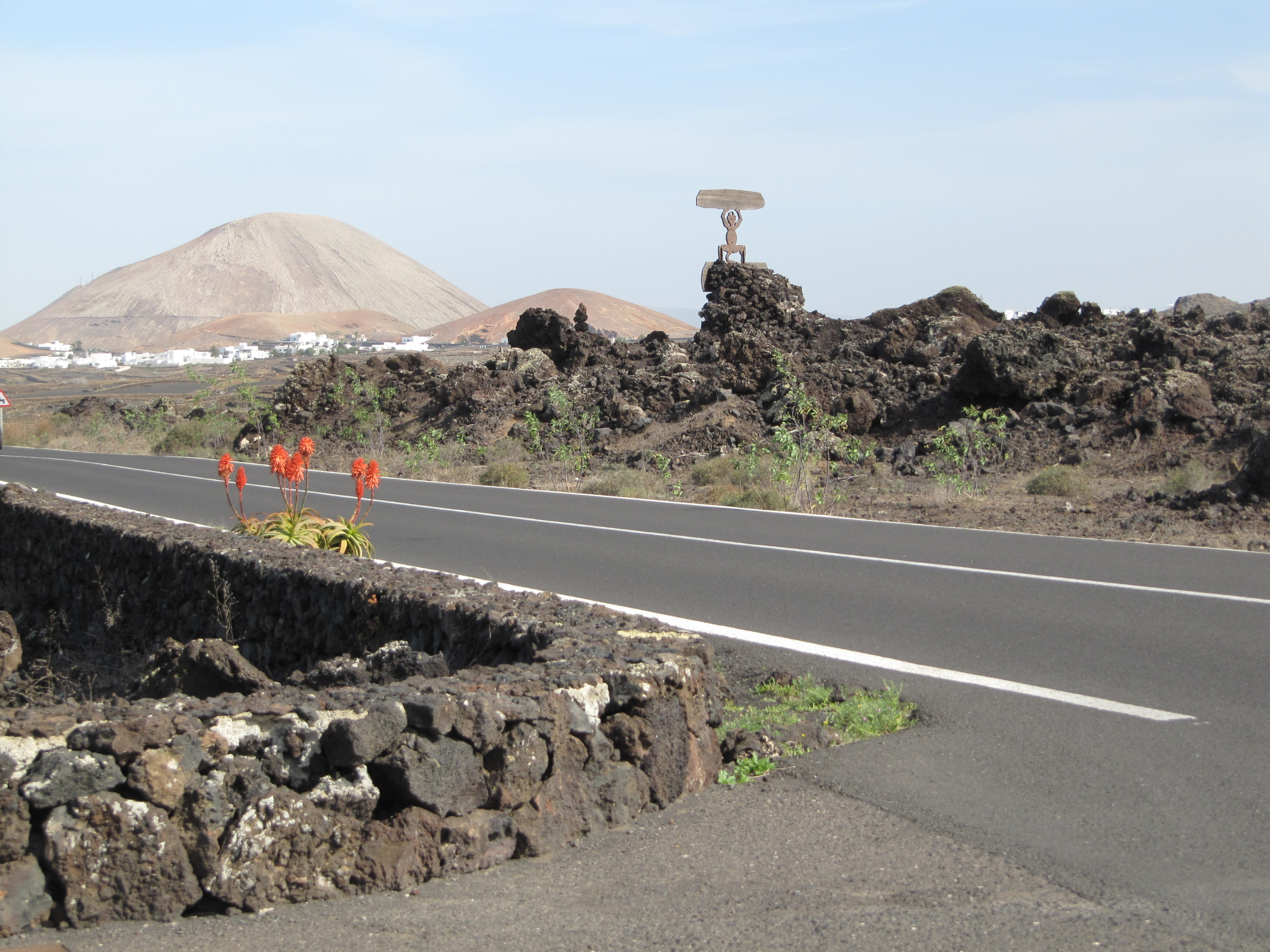
Mancha Blanca en de Montaña Tinache
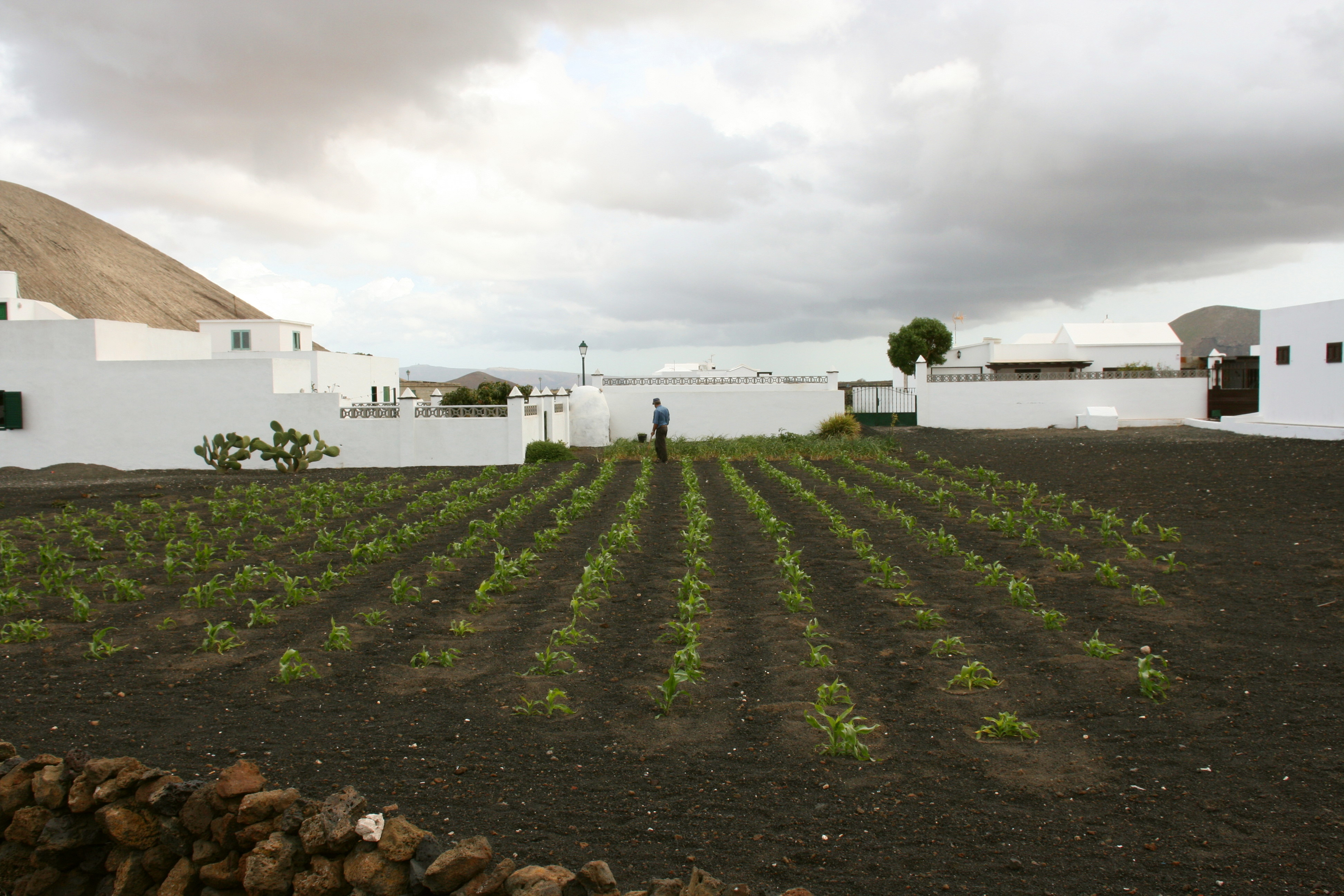
Calle Virgen de Los Dolores